# Erika Casajoana Daunert
Erika Casajoana i Daunert (Barcelona, 1966), és una consultora internacional en comunicació pública resident a Brussel·les.
És llicenciada en Dret i Màster en Estudis Europeus per la Universitat Autònoma de Barcelona (UAB). Té un Màster en Relacions Internacionals per la Universitat de Colúmbia a Nova York, que cursà amb una beca de La Caixa.
És gerent de l'empresa «Casajoana Consulting», i ha estat registrada com a lobbista al Parlament Europeu. Exerceix de presidenta de l'associació CATGlobal, entitat belga sense ànim de lucre que té per objectiu promoure la realitat catalana a l'exterior i ajudar l'exili català. Té seu a Waterloo, Bèlgica i està vinculada a Carles Puigdemont.
Formà part, com a número 4, de la llista de la candidatura de Lliures per Europa per a les eleccions al Parlament Europeu del 26 de maig de 2019 a Espanya encapçalada per Carles Puigdemont. No va resultar elegida eurodiputada.
Ha fet de consultora per al Banc Mundial, el Fòrum de Cooperació Àsia-Pacífic i el Center for Development Communications (EUA), entre d'altres.
S'implicà en política des de jove. Fou membre de la Coordinadora Nacional de la Federació Nacional d'Estudiants de Catalunya.